# CHKDSK (CP/J)
CHKDSK (CP/J) – polecenie nierezydentne systemu CP/J, zlecające wykonanie sprawdzenia dyskietki pod względem ewentualnego występowania uszkodzonych sektorów na dyskietce. W przypadku stwierdzenia występowania takiego uszkodzonego sektora, program może ten sektor (oraz wszystkie inne, uszkodzone sektory), przydzielić do specjalnego pliku (o nazwie DISKERRS.SYS). W ten sposób dyskietka może być dalej użytkowana z pominięciem uszkodzonych sektorów ("zajętych" – przydzielonych do specjalnego pliku). Nazwa polecenia to skrót od ang. check disk.
Dyrektywa ta może mieć następującą postać:
CHKDSKsprawdzenia dyskietki, przy czym program CHKDSK, w trybie konwersacyjnym, w którym użytkownik zostanie poproszony o wskazanie napędu z dyskietką, w którym znajduje się dyskietka do sprawdzenia, dokona sprawdzenia wybranej dyskietki
CHKDSK X:jak wyżej, lecz ze wskazaniem napędu X:, zawierającego dyskietkę do sprawdzenia, program pominie pytanie o wskazanie napędu.
Jeżeli na sprawdzonej dyskietce program znajdzie uszkodzone sektory, użytkownik zostanie zapytany, czy dopuszcza zmiany na dyskietce (czy będzie w przyszłości dokonywany ewentualnie zapis danych na dyskietkę). Jeżeli odpowiedź będzie pozytywna, to program przydzieli wszystkie błędne sektory do specjalnego pliku. W przypadku zapisu danych na dyskietkę, ponieważ uszkodzone sektory będą przydzielone do pliku, zapis będzie mógł być przeprowadzony z pominięciem błędnych sektorów. Jeżeli odpowiedź będzie negatywna, to program zakończy sprawdzanie tej dyskietki.
Po zakończeniu sprawdzenia dyskietki, polecenie umożliwia zakończenie pracy lub wskazanie, że ma być sprawdzona kolejna dyskietka do sprawdzenia. Należy w danej stacji dyskietek wyciągnąć sprawdzoną wcześniej dyskietkę i załadować kolejną, przeznaczoną do sprawdzenia.
Przedmiotowe polecenie może być wydane tylko na komputerze wyposażonym w stację dyskietek, podłączoną bezpośrednio do danego komputera. Nie można realizować tego zlecenia za pośrednictwem sieci JUNET.